# Axel Tyll
Axel Tyll (n. 23 iulie 1953, Magdeburg, RDG) este un fotbalist german, medaliat olimpic. A participat la o ediție a Jocurilor Olimpice (1972) în care a câștigat o medalie de bronz.

## Participări
Lista de mai jos prezintă principalele competiții la care a participat Axel Tyll de-a lungul carierei.
- Olympische Sommerspiele 1972/Fußball[*]